# Sacra virginitas
Sacra virginitas è la ventisettesima enciclica pubblicata da papa Pio XII il 25 marzo 1954.
Nel documento il Santo Padre espose le ragioni che da sempre hanno spinto i fedeli cattolici ad osservare e fare proprie le virtù della castità perpetua e l'astinenza totale alle delizie della carne. Verginità vista come negazione degli istinti per mezzo della razionalità e della fede; verginità dell'anima e del corpo. Pio XII nega le teorie filosofiche che descrivono l'astinenza carnale come un processo che deturpa l'equilibrio mentale dell'uomo stabilendo che l'istinto sessuale non è un elemento fondamentale dell'esistenza umana: è l'istitinto di conservazione, facendo riferimento a San Tommaso, che riveste l'esistenza umana.

## Contenuto
Introduzione
- I. Vera idea della condizione verginale
- II. Contro alcuni errori
- III. La verginità è un sacrificio
- IV. Timori e speranze.